# Satipatthāna
Satipatthāna (sanskryt: smṛtyupasthāna, chiński: 念住 niàn zhù) – w buddyzmie therawady opisuje sposób praktykowania medytacji, na którą składają się kontemplacje: ciała, uczuć, umysłu i przedmiotów umysłu. Termin może być tłumaczony na dwa sposoby: Podstawy (patthāna) uważności lub też obecność (upatthāna) uważności (sati).
W kontekście szkół mahajany "Dictionary of Chinese Buddhist Terms" wyjaśnia jej praktykę: "składa się z kontemplowania: (1) 身 (shēn), czyli ciała jako nieczystego i odrzucającego, (2) 受 (shòu) uczuć lub świadomości jako zawsze wiodących do cierpienia, (3) 心 (xīn) umysłu jako nietrwałego, ledwie odczucia następującego jeden po drugim, (4) 法 (fǎ) przedmiotów w ogólności jako zależnych i pozbawionych własnej natury. Te cztery negują ideę trwałości, szczęścia, osobowości i czystości (常, 樂, 我, i 淨)...”
Nyanatiloka Mahathera podaje: Dokładne wyjaśnienie tego tak istotnego przedmiotu dla praktykowania buddyjskiej kultury mentalnej jest zawarte w Mahasatipatthāna Sutrze, która na początku oraz na końcu głosi: "Jedyną drogą (ekayana), która prowadzi do osiągnięcia czystości, pokonania smutku i lamentu, do końca bólu i zgryzoty, do wkroczenia na właściwą drogę i urzeczywistnienia Nibbany są te cztery Podstawy Uważności".
Po tych słowach wstępu i po pytaniu o to, czym są te cztery, jest powiedziane, że mnich pozostający w kontemplacji ciała, uczuć, umysłu i przedmiotów umysłu "po tym jak odsunął od siebie światową chciwość i zgryzotę żarliwy, świadomy w jasny sposób i uważny".
Cztery kontemplacje w rzeczywistości nie powinny być traktowane jedynie jako oddzielne ćwiczenia. Przeciwnie, przynajmniej w wielu przypadkach powinny być traktowanie jako nierozdzielnie i wzajemnie ze sobą związane. Dlatego Mahasatipatthāna Sutra tworzy obraz sposobu, w jaki cztery medytacje odnoszą się do pięciu skupisk istnienia (pali. khandha, sans. skandha), które mają być urzeczywistnione jednocześnie co ostatecznie ma prowadzić do wglądu w bezosobowość wszelkiego istnienia.

## Kontemplacja ciała
Na kontemplację ciała (kāyanupassanā) składają się następujące ćwiczenia: Uważność w odniesieniu do wdychania i wydychania (ānāpānasati), uważność czterech pozycji ciała (iriyā-patha), uważność i jasność świadomości (satisampajañña), rozmyślanie nad 32 częściami ciała (kāya-gatā-sati oraz asubha), analiza czterech fizycznych elementów (dhātuvavatthāna), medytacja cmentarna (sīvathikā).

## Kontemplacja uczuć
Wszystkie uczucia (vedanānupassanā), które powstają w mnichu powinny być w jasny sposób postrzegane, a dokładnie: przyjemne i nieprzyjemne doznania ciała i umysłu, zmysłowe i ponad-zmysłowe uczucia, obojętne uczucia.

## Kontemplacja świadomości
Dalej jasno postrzega on i rozumie wszelkie stany świadomości i umysłu (cittānupassanā): czy jest to chciwy czy też nie, pełen niechęci czy też nie, pełen złudzeń lub też nie, skrępowany czy rozproszony, rozwinięty lub nierozwinięty, do przewyższenia lub nie prześcignięty, skupiony lub nieskupiony, wyzwolony lub niewyzwolony.

## Kontemplacja przedmiotów umysłu
Rozpatrując przedmioty umysłu (dhammānupassanā) wie on czy obecna jest jedna z pięciu przeszkód (nīvarana), wie, w jaki sposób ona powstaje i jak ją pokonać oraz w jaki sposób już więcej w przyszłości nie powstaje. Zna on charakterystykę każdego z pięciu skupisk, w jaki sposób one powstają i w jaki sposób rozpadają się. Zna on 12 podstaw wszelkich aktywności umysłu (āyatana): oko i widzalny przedmiot, słuch i dźwięk, … umysł i przedmiot umysłu, zna on siedem kajdan (samyojana) i na tej podstawie wie jak one powstają, są pokonywane i w przyszłości nigdy już więcej nie powstają. Wie on czy jeden z Siedmiu Czynników Oświecenia (bojjhanga) jest w nim obecny czy nie, wie czy powstaje i gdy osiąga pełny stopień rozwoju. Rozumie zgodnie z prawdą każdą ze Czterech Szlachetnych Prawd (ariya sacca).

## Metoda praktyki
Te cztery kontemplacje zawierają w sobie kilka ćwiczeń, jednak Satipatthāna nie powinna być uważana jedynie za zbiór przedmiotów medytacyjnych, z których którykolwiek może być wyjęty i praktykowany oddzielnie od innych. Chociaż większość z ćwiczeń pojawia się także w innych pismach buddyjskich, w kontekście tej Sutty są one głównie poświęcone kultywowaniu uważności i wglądu. Jest to podkreślone w powtarzającym się na końcu każdego z rozdziałów Sutty wersie. Ponieważ uważność powinna obejmować całą osobowość, cztery Kontemplacje odnoszą się do wszystkich pięciu skupisk istnienia. Z tego powodu dla pełnego rozwoju uważności praktyka powinna być rozszerzona na wszystkie cztery rodzaje Kontemplacji, choć nie wszystkie wspomniane w tych czterech rozdziałach ćwiczenia muszą być praktykowane. Metodologiczna praktyka Satipatthāny powinna być rozpoczęta jednym z ćwiczeń z grupy Kontemplacji Ciała, które będzie służyło jako główny i podstawowy przedmiot medytacji. Inne ćwiczenia z tej grupy oraz z innych Kontemplacji powinny być kultywowane, gdy tylko nadarzy się do ich praktyki okazja w trakcie medytacji lub codziennego życia.
Po każdej kontemplacji ukazane jest, w jaki sposób ostatecznie prowadzi ona do wiedzy z wglądu: "Tak w odniesieniu do własnego ciała kontempluje on ciało, w odniesieniu do ciał innych kontempluje on ciało, w odniesieniu do obu kontempluje on ciało. Widzi on, w jaki sposób ciało powstaje i przemija, patrzy na powstawanie i przemijanie ciała. Ciało jest tutaj (jednak nie żywa istota, jednostka, nie kobieta i nie mężczyzna, nic co należy do ja, ani osoba, ani nic co należy do osoby): w ten sposób ustanowił on swoją czujność na tyle na ile służy ona jego wiedzy i uważności. Żyje on niezależny, wolny od przywiązania do czegokolwiek w świecie."